# Бомет (графство)
Графство Бомет — графство, яке знаходиться на території колишньої провінції Рифт-Веллі в Кенії.
Було створено з колишнього району Керіхо. Населення графства становить 875 689 осіб, а його площа 1630 км2.

## Місцева влада
| Назва                         | Тип           | Населення * | Міське населення * |
| ----------------------------- | ------------- | ----------- | ------------------ |
| Бомет                         | Муніципалітет | 42 024      | 4426               |
| Графство Бомет                | Графство      | 340 770     | 244                |
| Всього                        | -             | 382 794     | 4670               |
| * перепис 1999 року. Джерело: |               |             |                    |